# Urząd Selent/Schlesen
Urząd Selent/Schlesen (niem. Amt Selent/Schlesen) – urząd w Niemczech w kraju związkowym Szlezwik-Holsztyn, w powiecie Plön. Siedziba urzędu znajduje się w miejscowości Selent.
W skład urzędu wchodzi siedem gmin:
1. Dobersdorf
2. Fargau-Pratjau
3. Lammershagen
4. Martensrade
5. Mucheln
6. Schlesen
7. Selent